# Riksvei 13
Riksvei 13 (fork. Rv13) er en norsk riksvei mellem Sandnes i Rogaland fylke og Balestrand/Leikanger i Sogn og Fjordane fylke. Vejen løber parallelt med E39, dog lidt længere inde i landet. Passagen af Eidfjorden sker i dag ved en færgeforbindelse, men vil fra august 2013 passere fjorden vha. Hardangerbroen.